# دو و میدانی در المپیک تابستانی ۲۰۲۰

لوگو مسابقه دو میدانی مسابقه المپیک

دو و میدانی یکی از ورزش‌های بازی‌های المپیک تابستانی ۲۰۲۰ است که از ۳۰ ژوئیه تا ۸ اوت ۲۰۲۱ برگزار شد.
این مسابقات در دو بخش مردان و زنان در ۴۸ رویداد انجام شد.

## جدول مدال‌ها
*   کشور میزبان (ژاپن)
| رتبه            | کشور                | طلا | نقره | برنز | مجموع |
| --------------- | ------------------- | --- | ---- | ---- | ----- |
| ۱               | ایالات متحده آمریکا | ۷   | ۱۲   | ۷    | ۲۶    |
| ۲               | ایتالیا             | ۵   | ۰    | ۰    | ۵     |
| ۳               | کنیا                | ۴   | ۴    | ۲    | ۱۰    |
| ۴               | لهستان              | ۴   | ۲    | ۳    | ۹     |
| ۵               | جامائیکا            | ۴   | ۱    | ۴    | ۹     |
| ۶               | هلند                | ۲   | ۳    | ۳    | ۸     |
| ۷               | چین                 | ۲   | ۲    | ۲    | ۶     |
| ۸               | کانادا              | ۲   | ۱    | ۳    | ۶     |
| ۹               | اوگاندا             | ۲   | ۱    | ۱    | ۴     |
| ۱۰              | سوئد                | ۲   | ۱    | ۰    | ۳     |
| ۱۰              | نروژ                | ۲   | ۱    | ۰    | ۳     |
| ۱۲              | باهاما              | ۲   | ۰    | ۰    | ۲     |
| ۱۳              | آلمان               | ۱   | ۲    | ۰    | ۳     |
| ۱۴              | اتیوپی              | ۱   | ۱    | ۲    | ۴     |
| ۱۵              | پرتغال              | ۱   | ۱    | ۰    | ۲     |
| ۱۵              | چین                 | ۱   | ۱    | ۰    | ۲     |
| ۱۷              | بلژیک               | ۱   | ۰    | ۱    | ۲     |
| ۱۸              | قطر                 | ۱   | ۰    | ۰    | ۱     |
| ۱۸              | مراکش               | ۱   | ۰    | ۰    | ۱     |
| ۱۸              | هند                 | ۱   | ۰    | ۰    | ۱     |
| ۱۸              | ونزوئلا             | ۱   | ۰    | ۰    | ۱     |
| ۱۸              | پورتوریکو           | ۱   | ۰    | ۰    | ۱     |
| ۱۸              | یونان               | ۱   | ۰    | ۰    | ۱     |
| ۲۴              | بریتانیای کبیر      | ۰   | ۲    | ۳    | ۵     |
| ۲۵              | جمهوری دومینیکن     | ۰   | ۲    | ۰    | ۲     |
| ۲۵              | کلمبیا              | ۰   | ۲    | ۰    | ۲     |
| ۲۷              | استرالیا            | ۰   | ۱    | ۲    | ۳     |
| ۲۷              | کوبا                | ۰   | ۱    | ۲    | ۳     |
| ۲۹              | جمهوری چک           | ۰   | ۱    | ۱    | ۲     |
| ۲۹              | ژاپن*               | ۰   | ۱    | ۱    | ۲     |
| ۳۱              | بحرین               | ۰   | ۱    | ۰    | ۱     |
| ۳۱              | فرانسه              | ۰   | ۱    | ۰    | ۱     |
| ۳۱              | نامیبیا             | ۰   | ۱    | ۰    | ۱     |
| ۳۴              | برزیل               | ۰   | ۰    | ۲    | ۲     |
| ۳۴              | نیوزیلند            | ۰   | ۰    | ۲    | ۲     |
| ۳۶              | اتریش               | ۰   | ۰    | ۱    | ۱     |
| ۳۶              | اسپانیا             | ۰   | ۰    | ۱    | ۱     |
| ۳۶              | اوکراین             | ۰   | ۰    | ۱    | ۱     |
| ۳۶              | بلاروس              | ۰   | ۰    | ۱    | ۱     |
| ۳۶              | بوتسوانا            | ۰   | ۰    | ۱    | ۱     |
| ۳۶              | بورکینافاسو         | ۰   | ۰    | ۱    | ۱     |
| ۳۶              | نیجریه              | ۰   | ۰    | ۱    | ۱     |
| ۳۶              | گرنادا              | ۰   | ۰    | ۱    | ۱     |
| مجموع (۴۳ کشور) | مجموع (۴۳ کشور)     | ۴۹  | ۴۶   | ۴۹   | ۱۴۴   |

## نتایج

### مردان
| رویداد              | طلا | طلا            | نقره                                                                                 | نقره                                       | برنز                                                                         | برنز        |
| ------------------- | --- | -------------- | ------------------------------------------------------------------------------------ | ------------------------------------------ | ---------------------------------------------------------------------------- | ----------- |
| 100 متر             | مارسل جیکوبز · ایتالیا | 9.80 AR        | فرد کرلی · ایالات متحده آمریکا                                                       | 9.84 PB                                    | آندری ده گراس · کانادا                                                       | 9.89 PB     |
| ۲۰۰ متر             | آندری ده گراس · کانادا | 19.62 NR       | کنی بدنارک · ایالات متحده آمریکا                                                     | 19.68 PB                                   | نوا لایلز · ایالات متحده آمریکا                                              | ۱۹٫۷۴ =SB   |
| ۴۰۰ متر             | استیون گاردینر · باهاما | 43.85 SB       | آنتونی زامبرانو · کلمبیا                                                             | ۴۴٫۰۸                                      | کرانی جیمز · گرنادا                                                          | ۴۴٫۱۹       |
| ۸۰۰ متر             | امانوئل کوریر · کنیا | ۱:۴۵٫۰۶        | فرگوسن روتیچ · کنیا                                                                  | ۱:۴۵٫۲۳                                    | پاتریک دوبک · لهستان                                                         | ۱:۴۵٫۳۹     |
| ۱۵۰۰ متر            | جاکوب اینگبریگسن · نروژ | 3:28.32 ر.ک    | تیموتی چروییوت · کنیا                                                                | ۳:۲۹٫۰۱                                    | جاش کر · بریتانیای کبیر                                                      | 3:29.05 PB  |
| ۵۰۰۰ متر            | جاشوا چپتگی · اوگاندا | ۱۲:۵۸٫۱۵       | محمد احمد · کانادا                                                                   | ۱۲:۵۸٫۶۱                                   | پل کیپکموی چلیمو · ایالات متحده آمریکا                                       | 12:59.05 SB |
| ۱۰٬۰۰۰ متر          | سلمون بارگا · اتیوپی | ۲۷:۴۳٫۲۲       | جاشوا چپتگی · اوگاندا                                                                | ۲۷:۴۳٫۶۳                                   | جیکوب کیپلیمو · اوگاندا                                                      | ۲۷:۴۳٫۸۸    |
|                     | |                |                                                                                      |                                            |                                                                              |             |
| ۱۱۰ متر با مانع     | هانسل پارچمنت · جامائیکا | 13.04 SB       | گرانت هالووی · ایالات متحده آمریکا                                                   | ۱۳٫۰۹                                      | رونالد لوی · جامائیکا                                                        | ۱۳٫۱۰       |
| ۴۰۰ متر با مانع     | کاشتن وارهولم · نروژ | 45.94 WR       | رای بنجامین · ایالات متحده آمریکا                                                    | 46.17 AR                                   | الیسون دوس سانتوس · برزیل                                                    | 46.72 AR    |
| ۳۰۰۰ متر با مانع    | سفیان البقالی · مراکش | ۸:۰۸٫۹۰        | لامچا گیرما · اتیوپی                                                                 | ۸:۱۰٫۳۸                                    | بنجامین کیگن · کنیا                                                          | ۸:۱۱٫۴۵     |
|                     | |                |                                                                                      |                                            |                                                                              |             |
| ۴ × ۱۰۰ متر امدادی  | ایتالیا · لورنتزو پاتا · مارسل جیکوبز · اسئوسا دسالو · فیلیپو تورتو                                                            | 37.50 NR       | کانادا · آرون براون · جروم بلیک · برندن رودنی · آندری ده گراس                        | 37.70 SB                                   | چین · تانگ شینگچیانگ · شیه ژنیه · سو بینگتین · وو ژیچیانگ                    | ۳۷٫۷۹ =NR   |
| ۴ × ۴۰۰ متر امدادی  | ایالات متحده آمریکا (USA) · مایکل چری · مایکل نورمن · برایس ددمن · رای بنجامین · ورنون نوروود* · راندولف راس* · تروور استوارت* | 2:55.70 SB     | هلند (NED) · لیماروین بونواسیا · ترنس آگارد · تونی فن دیپن · رمسی آنجلا · یوخم دوبر* | 2:57.18 NR                                 | بوتسوانا (BOT) · آیزک ماکوالا · بابولوکی تبه · زیبانه انگوزی · بایاپو اندوری | 2:57.27 AR  |
|                     | |                |                                                                                      |                                            |                                                                              |             |
| ماراتن              | الیود کیپچوگه · کنیا | ۲:۰۸:۳۸        | عبدی نگیه · هلند                                                                     | ۲:۰۹:۵۸                                    | بشیر عبدی · بلژیک                                                            | ۲:۱۰:۰۰     |
| ۲۰ کیلومتر پیاده‌روی | ماسیمو استانو · ایتالیا | ۱:۲۱:۰۵        | کوکی ایکدا · ژاپن                                                                    | ۱:۲۱:۱۴                                    | توشیکازو یامانیشی · ژاپن                                                     | ۱:۲۱:۲۸     |
| ۵۰ کیلومتر پیاده‌روی | داوید تومالا · لهستان | ۳:۵۰:۰۸        | یوناتان هیلبرت · آلمان                                                               | ۳:۵۰:۴۴                                    | اون دانفی · کانادا                                                           | 3:50:59 SB  |
|                     | |                |                                                                                      |                                            |                                                                              |             |
| پرش ارتفاع          | جیانمارکو تمبری · ایتالیامعتز عیسی برشم · قطر                                                                                  | 2.37 m         | مدال داده نشد as there was a tie for gold.                                           | مدال داده نشد as there was a tie for gold. | ماکسیم نداسکوف · بلاروس                                                      | 2.37 m NR   |
| پرش با نیزه         | آرماند دوپلانتیس · سوئد | 6.02 m         | کریس نیلسن · ایالات متحده آمریکا                                                     | 5.97 m PB                                  | تیاگو براز داسیلوا · برزیل                                                   | 5.87 m SB   |
| پرش طول             | میلتیادیس تنتوگلو · یونان | 8.41 m         | خوان میگل اچواریا · کوبا                                                             | 8.41 m                                     | مایکل ماسو · کوبا                                                            | 8.21 m      |
| پرش سه‌گام           | پدرو پابلو پیچاردو · پرتغال | 17.98 m NR     | ژو یامینگ · چین                                                                      | 17.57 m PB                                 | اوگ فابریس زانگو · بورکینافاسو                                               | 17.47 m     |
| پرتاب وزنه          | رایان کرائوسر · ایالات متحده آمریکا                                                                                            | 23.30 m OR     | جو کواچ · ایالات متحده آمریکا                                                        | 22.65 m                                    | توماس والش · نیوزیلند                                                        | 22.47 m SB  |
| پرتاب دیسک          | دانیل استال · سوئد | ۶۸٫۹۰          | سیمون پترشون · سوئد                                                                  | ۶۷٫۳۹                                      | لوکاس وایسهایدینر · اتریش                                                    | ۶۷٫۰۷       |
| پرتاب چکش           | وویچخ نویسکی · لهستان | 82.52 m PB     | ایویند هنریکسن · نروژ                                                                | 81.58 m NR                                 | پاوو فایدک · لهستان                                                          | 81.53 m     |
| پرتاب نیزه          | نیراج چوپرا · هند | 87.58 m        | یاکوب وادلیخ · جمهوری چک                                                             | 86.67 m SB                                 | ویتسلاو وسلی · جمهوری چک                                                     | 85.44 m SB  |
|                     | |                |                                                                                      |                                            |                                                                              |             |
| ده‌گانه              | دیمین وارنر · کانادا | 9018 pts OR NR | کوین میر · فرانسه                                                                    | 8726 SB                                    | اشلی مالونی · استرالیا                                                       | 8649 AR     |

* Indicates the athlete only competed in the preliminary heats and received medals.

### زنان
| رویداد              | طلا | طلا         | نقره | نقره        | برنز | برنز         |
| ------------------- | --- | ----------- | --- | ----------- | --- | ------------ |
| 100 متر             | الین تامپسون · جامائیکا | 10.61 ر.ک   | شلی-آن فریزر-پرایس · جامائیکا                                                                                  | 10.74       | شریکا جکسون · جامائیکا                                                                                    | 10.76 PB     |
| ۲۰۰ متر             | الین تامپسون · جامائیکا | 21.53 NR    | کریستین امبوما · نامیبیا                                                                                       | 21.81 WU20R | گابریل توماس · ایالات متحده آمریکا                                                                        | ۲۱٫۸۷        |
| ۴۰۰ متر             | شوان میلر · باهاما | 48.37 AR    | ماریلیدی پائولینو · جمهوری دومینیکن                                                                            | 49.20 NR    | آلیسون فلیکس · ایالات متحده آمریکا                                                                        | 49.46 SB     |
| ۸۰۰ متر             | آتینگ مو · ایالات متحده آمریکا | 1:55.21 NR  | کیلی هاجکینسون · بریتانیای کبیر                                                                                | 1:55.88 NR  | ریون راجرز · ایالات متحده آمریکا                                                                          | 1:56.81 PB   |
| ۱۵۰۰ متر            | فیت کیپیگون · کنیا | 3:53.11 ر.ک | لورا مویر · بریتانیای کبیر                                                                                     | 3:54.50 NR  | سیفان حسن · هلند                                                                                          | ۳:۵۵٫۸۶      |
| ۵۰۰۰ متر            | سیفان حسن · هلند | ۱۴:۳۶٫۷۹    | هلن اوبیری · کنیا                                                                                              | ۱۴:۳۸٫۳۶    | گوداف تسگای · اتیوپی                                                                                      | ۱۴:۳۸٫۸۷     |
| ۱۰٬۰۰۰ متر          | سیفان حسن · هلند | ۲۹:۵۵٫۳۲    | کالکیدان گزاهگنه · بحرین                                                                                       | ۲۹:۵۶٫۱۸    | لتسنبت گیدی · اتیوپی                                                                                      | ۳۰:۰۱٫۷۲     |
|                     | |             | |             | |              |
| ۱۰۰ متر با مانع     | یاسمین کاماچو-کوئین · پورتوریکو | ۱۲٫۳۷       | کندرا هریسون · ایالات متحده آمریکا                                                                             | ۱۲٫۵۲       | مگان تاپر · جامائیکا                                                                                      | ۱۲٫۵۵        |
| ۴۰۰ متر با مانع     | سیدنی مک‌لاکلین · ایالات متحده آمریکا | 51.46 WR    | دلیله محمد · ایالات متحده آمریکا                                                                               | ۵۱٫۵۸       | فمکه بول · هلند                                                                                           | ۵۲٫۰۳        |
| ۳۰۰۰ متر با مانع    | پروت چموتای · اوگاندا | 9:01.45 NR  | کورتنی فرریکس · ایالات متحده آمریکا                                                                            | 9:04.79 SB  | هیوین کینگ جپکموی · کنیا                                                                                  | ۹:۰۵٫۳۹      |
|                     | |             | |             | |              |
| ۴ × ۱۰۰ متر امدادی  | جامائیکا · بریانا ویلیامز · الین تامپسون · شلی-آن فریزر-پرایس · شریکا جکسون · ناتاشا ماریسون* · رمونا بارچل*                            | 41.02 NR    | ایالات متحده آمریکا · جاویان اولیور · تینا دنییلز · جنا پراندینی · گابریل توماس · اینگلیش گاردنر* · الیا هابز* | 41.45 SB    | بریتانیای کبیر · آشا فیلیپ · ایمانی لارا-لنسیکوت · دینا اشر اسمیت · داریل نیتا                            | ۴۱٫۸۸        |
| ۴ × ۴۰۰ متر امدادی  | ایالات متحده آمریکا · سیدنی مک‌لاکلین · آلیسون فلیکس · دلیله محمد · آتینگ مو · کندال الیس* · لینا اربی* · ویدلاین جوناتاس* · کلین ویتنی* | 3:16.85 SB  | لهستان · ناتالیا کاچمارک · ایگا باومگارت-ویتان · مالگورزاتا هولوب-کوالیک · جاستینا اشوییتی · آنا کیوباسیسکا*   | 3:20.53 NR  | جامائیکا · رونیشا مک‌گرگور · جنیو راسل · شریکا جکسون · کندیس مک‌لاود · جانلد برومفیلد* · استیسی-آن ویلیامز* | 3:21.24 SB   |
|                     | |             | |             | |              |
| ماراتن              | پرس جپچیرچیر · کنیا | 2:27:20 SB  | بریجید کوسگی · کنیا                                                                                            | 2:27:36 SB  | مالی سایدل · ایالات متحده آمریکا                                                                          | 2:27:46 SB   |
| ۲۰ کیلومتر پیاده‌روی | آنتونلا پالمیسانو · ایتالیا | ۱:۲۹٫۱۲     | ساندرا آرناس · کلمبیا                                                                                          | ۱:۲۹٫۳۷     | لیو هونگ · چین                                                                                            | ۱:۲۹٫۵۷      |
|                     | |             | |             | |              |
| پرش ارتفاع          | ماریا لاسیتسکنه · کمیته المپیک روسیه | 2.04 m SB   | نیکولا مک‌درموت · استرالیا                                                                                      | 2.02 m AR   | یاروسلاوا ماهوچیخ · اوکراین                                                                               | 2.00 m       |
| پرش با نیزه         | کیتی ناژوت · ایالات متحده آمریکا | 4.90 m      | آنژلیکا سیدورووا · کمیته المپیک روسیه                                                                          | 4.85 m      | هالی بردشو · بریتانیای کبیر                                                                               | 4.85 m       |
| پرش طول             | مالایکا میهامبو · آلمان | 7.00 m      | بریتنی ریس · ایالات متحده آمریکا                                                                               | 6.97 m      | اسه بروم · نیجریه                                                                                         | 6.97 m       |
| پرش سه‌گام           | جولیمار روخاس · ونزوئلا | 15.67 ر.ج   | پاتریسیا مامونا · پرتغال                                                                                       | ۱۵٫۰۱       | آنا پلتیرو · اسپانیا                                                                                      | ۱۴٫۸۷        |
| پرتاب وزنه          | گونگ لیجیاو · چین | ۲۰٫۵۸       | ریون ساندرز · ایالات متحده آمریکا                                                                              | ۱۹٫۷۹       | والری آدامز · نیوزیلند                                                                                    | ۱۹٫۶۲        |
| پرتاب دیسک          | والری آلمان · ایالات متحده آمریکا | 68.98 m     | کریستین پودنتس · آلمان                                                                                         | 66.86 m     | یایمه پرز · کوبا                                                                                          | 65.72 m      |
| پرتاب چکش           | آنیتا وودارچیک · لهستان | 78.48 m SB  | وانگ ژنگ · چین                                                                                                 | 77.03 SB    | مالوینا کوپرون · لهستان                                                                                   | 75.49 m SB   |
| پرتاب نیزه          | لو شیینگ · چین | 66.34 m SB  | ماریا آندریچیک · لهستان                                                                                        | 64.61 m     | کلسی-لی باربر · استرالیا                                                                                  | 64.56 m {{At |
|                     | |             | |             | |              |
| هفت‌گانه             | نفیساتو تیام · بلژیک | 6791 pts SB | آنوک وتر · هلند                                                                                                | 6689 pts NR | اما اوستروخل · هلند                                                                                       | 6590 pts PB  |

* Indicates the athlete only competed in the preliminary heats and received medals.

### مختلط
| رویداد             | طلا | طلا             | نقره | نقره       | برنز | برنز    |
| ------------------ | --- | --------------- | --- | ---------- | --- | ------- |
| ۴ × ۴۰۰ متر امدادی | لهستان (POL) · کایتان دوشینسکی · ناتالیا کاچمارک · جاستینا اشوییتی · کارول زالوسکی · داریوش کووالوک* · ایگا باومگارت-ویتان* · مالگورزاتا هولوب-کوالیک* | 3:09.87 ر.ک, AR | جمهوری دومینیکن (DOM) · لیدیو آندرس فلیز · ماریلیدی پائولینو · آنابل مدینا · الکساندر اوگاندو · لوگلین سانتوس* | 3:10.21 NR | ایالات متحده آمریکا (USA) · کندال الیس · ورنون نوروود · تروور استوارت · کلین ویتنی · الیا گادوین* · لینا اربی* · تیلور منسن* · برایس ددمن* | ۳:۱۰٫۲۲ |

* Indicates the athlete only competed in the preliminary heats and received medals.